# Campanula asperuloides
Campanula asperuloides är en klockväxtart som först beskrevs av Pierre Edmond Boissier och Theodhoros Georgios Orphanides, och fick sitt nu gällande namn av Hermann August Theodor Harms. Campanula asperuloides ingår i släktet blåklockor, och familjen klockväxter.
Artens utbredningsområde är Grekland.

## Underarter
Arten delas in i följande underarter:
- C. a. asperuloides
- C. a. taygetea

## Bilder

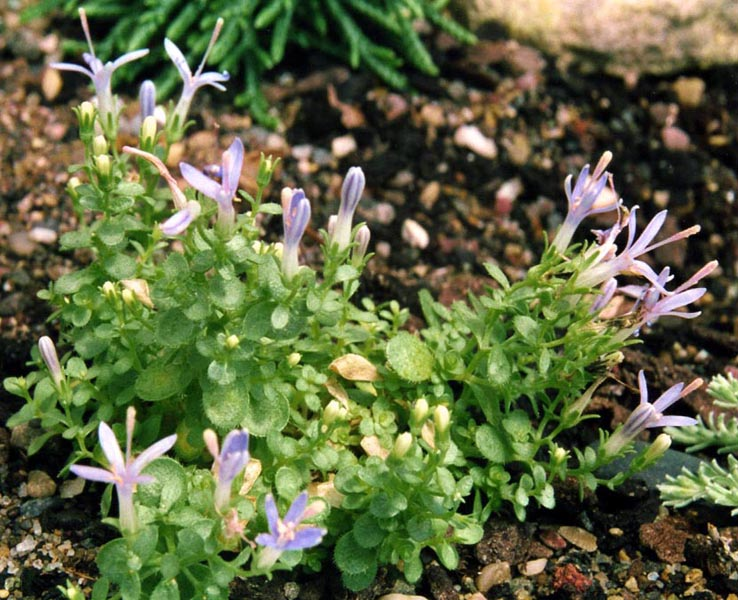